# LUNKHEAD
LUNKHEAD（ランクヘッド），日本搖滾樂團。Victor Entertainment 所屬。

全員愛媛県出身，於同一高校畢業。

四人於高中畢業紀念 LIVE 組成「LUNKHEAD」。

畢業後，由於到東京唸大學，四人重新組成樂隊，並開始他們的 LIVE 活動。

## 成員
小高　芳太朗（vocal，guitar）

山下　壮（guitar）

合田　悟（bass）

石川　龍（drums）

## 外部連結
- 官方網站
- Victor Entertainment 官方網站 （页面存档备份，存于）